# مسدون (هملت)، نیویورک
مسدون (به انگلیسی: Macedon) یک منطقهٔ مسکونی در ایالات متحده آمریکا است که در شهرستان وین، نیویورک واقع شده‌است. مسدون ۳٫۲ کیلومتر مربع مساحت و ۱٬۵۲۳ نفر جمعیت دارد و ۱۴۴ متر بالاتر از سطح دریا واقع شده‌است.